# Lnisno
Lnisno est une localité polonaise de la gmina de Godzianów, située dans le powiat de Skierniewice en voïvodie de Łódź.